# Utricularia forrestii
Utricularia forrestii — вид рослин із родини пухирникових (Lentibulariaceae).

## Біоморфологічна характеристика
Це багаторічний літофіт. Бульба 1, біля основи плодоніжки, куляста, 1–2 мм. Ризоїди і столони капілярні, прості. Пастки на ризоїдах і столонах, на ніжках, яйцеподібні, ≈ 1 мм. Листя мало, від короткого вертикального стебла між бульбою і основою плодоніжки, голе; листкова пластинка широко зворотно-яйцеподібна, кругла або ниркоподібна, 4–8 × 1–3 мм, плівчаста, основа від широко клиноподібної до ± серцеподібної, край цільний, верхівка закруглена. Суцвіття прямовисні, 2–4 см, 1- чи 2-квіткові, голі. Частки чашечки голі, 2–3 мм, верхівка вирізана; віночок від лілового до фіолетового, 12–15 мм. Коробочка куляста, ≈ 2 мм, з вентральним кілем. Насіння вузько-еліптичне, ≈ 0.5 мм, з порожнистим нечітко зубчастим багатоклітинним придатком на кожному кінці.

## Поширення
Зростає у північній М'янмі й західному Юньнані (Китай).
Цей вид росте серед мохів на скелях, на висотах від 2100 до 3000 метрів.